# Hermann Guthe (teolog)
Friedrich Wilhelm Leopold Hermann Guthe, född den 10 maj 1849, död den 11 augusti 1936 i Leipzig, var en tysk teolog.
Guthe blev professor i Gamla Testamentet i Leipzig 1884 (emeritus 1921). Som ledamot av tyska Palestinaföreningen företog Guthe forskningsresor till Palestina 1881 och 1894. Guthe utgav bland annat en bibelatlas (1911, 2:a upplagan 1926), arbeten och kartor över Palestina samt tyska Palestinaföreningens Zeitschrift och Mitteilungen.